# Gastronomía de Chiapas
La gastronomía chiapaneca es el conjunto de alimentos y técnicas culinarias del estado de Chiapas, al sur de México. Como la cocina del resto del país, es fruto del mestizaje entre las culturas americana y europea. Sin embargo, se distingue por una notable preservación de su herencia indígena. Grandes regiones del estado son aptas para el pastoreo y la cocina lo refleja en su abundante uso de la carne, especialmente la de res y la producción de queso. Un plato popular muy común es el tamal de bola y chipilin , con muchas variedades por todo el estado, así como platos como chamorro, butifarra, pan compuesto chinculguajes, queso fundido y chanfaina.

## Ingredientes

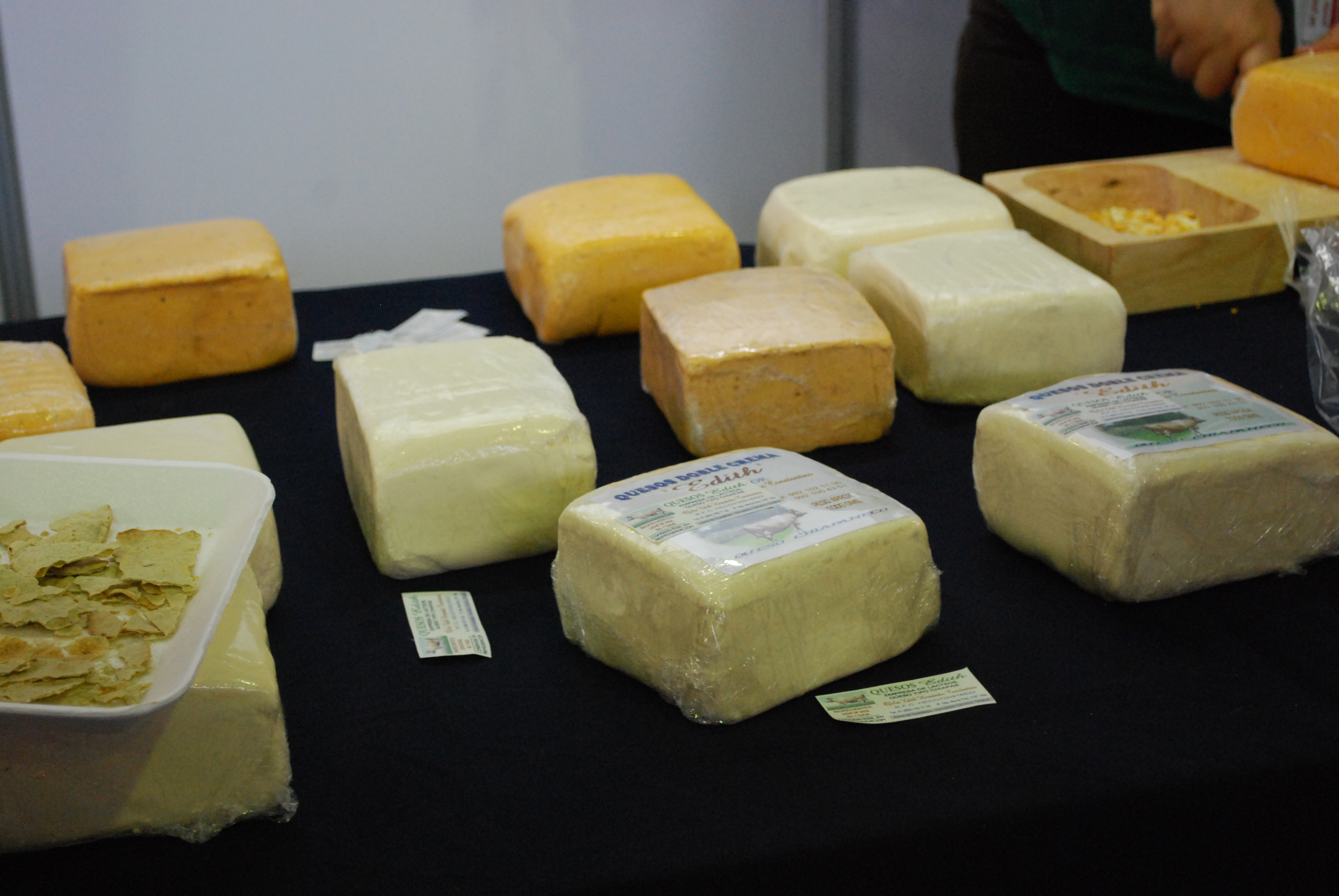
Varios quesos chiapanecos en una exhibición de Ciudad de México.

La influencia prehispánica de la cocina chiapaneca se ve reflejada en el uso de quelites (hierbas comestibles) como el chipilín, una planta aromática de hojas delgadas que se usa frecuentemente en tamales y sopas, o la hoja santa, muy común en todo el sur de México. El alimento básico por excelencia es el maíz, al igual que en toda la gastronomía mesoamericana, con el que se elaboran numerosos platillos, bebidas como el atole o la masa para hacer tortillas. Otros ingredientes comunes son el chile, el grano de cacao, los frijoles, el aguacate y una flor comestible llamada cuchunuc. Se consumen una amplia variedad de vegetales, como rábanos, mostaza, tomates verdes y una variedad de hongos. La cacaoita es una semilla que se muele junto con las de calabaza para hacer salsas. En las zonas rurales se siguen consumiendo carnes de caza como la de armadillo, tepezcuintle, iguana, jabalí, conejo y diversas aves autóctonas. En Chiapas prevalece el frijol negro, generalmente cocinados sin manteca ni aceite, solo con el chile y sal. Los indígenas de Chamula consumen ciertas variedades de frijol con todo y raíces.

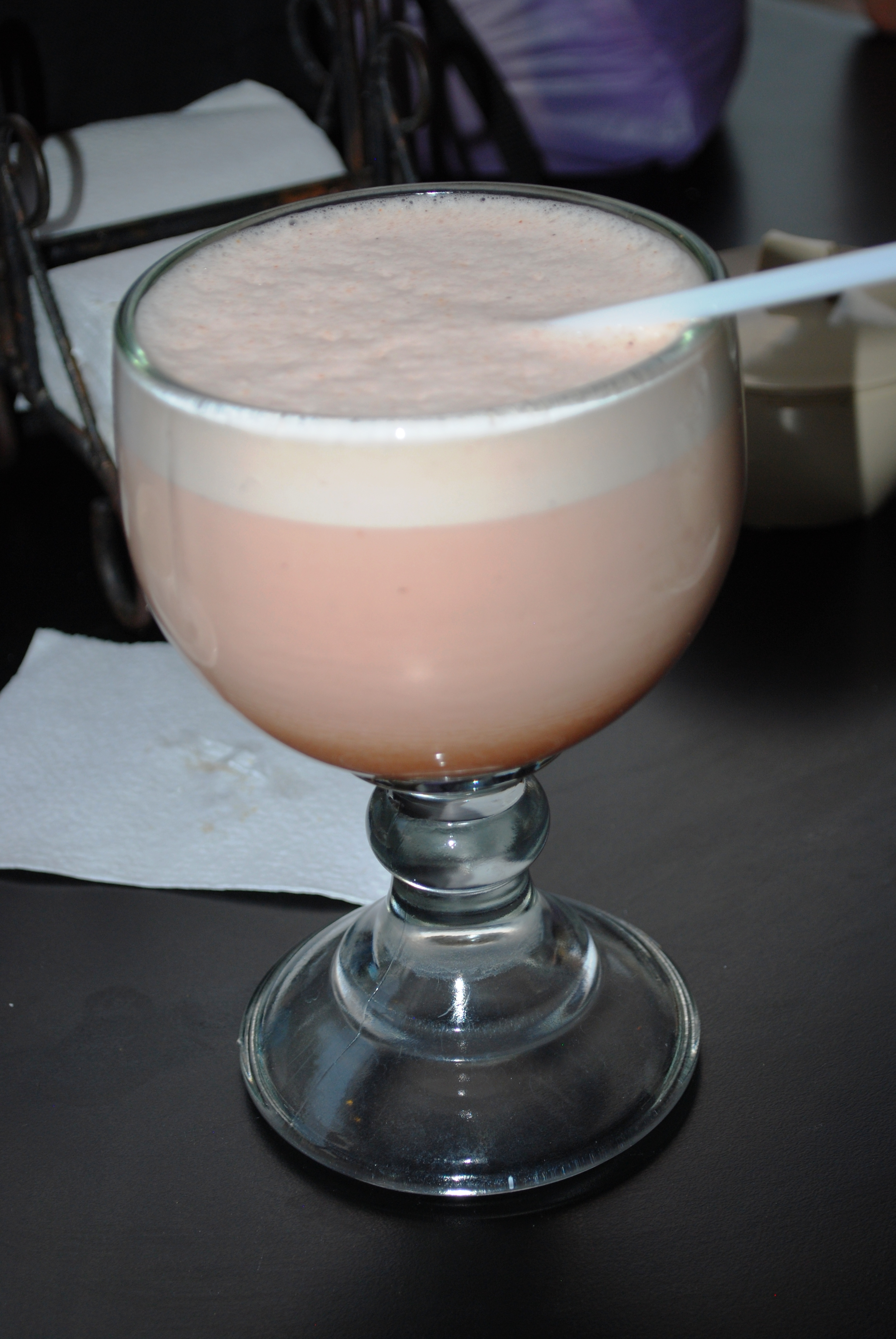
Tascalate en Palenque.

La conquista española de Chiapas, marcó un antes y un después en el devenir de la región, y esto se reflejó en su tradición culinaria, que vio la llegada de nuevos ingredientes desde el Viejo Mundo: las carnes de res, de cerdo y de pollo, siendo la primera la más popular. Gran parte del terreno es ideal para la ganadería y desde la época virreinal, la cría de ganado vacuno y ovino ha sido una importante actividad económica. Un popular plato de carne es el tasajo, tiras de carne especiadas, enlimonadas y cocinadas a la parrilla acompañado de salsa. La cría de ganado también ha impulsado una industria de quesería, la mayor parte de la cual todavía se elabora en ranchos y pequeñas cooperativas. Las principales zonas queseras son Ocosingo, Rayón y Pijijiapan. El queso bola de Ocosingo es popular en los delicatessen mexicanos. Además, las zonas más frías del estado elaboran embutidos. Los cultivos introducidos más populares son el café, la soya, el azúcar y una amplia variedad de frutas tropicales como el mango Ataúlfo, que es una de las 16 denominaciones de origen mexicanas.

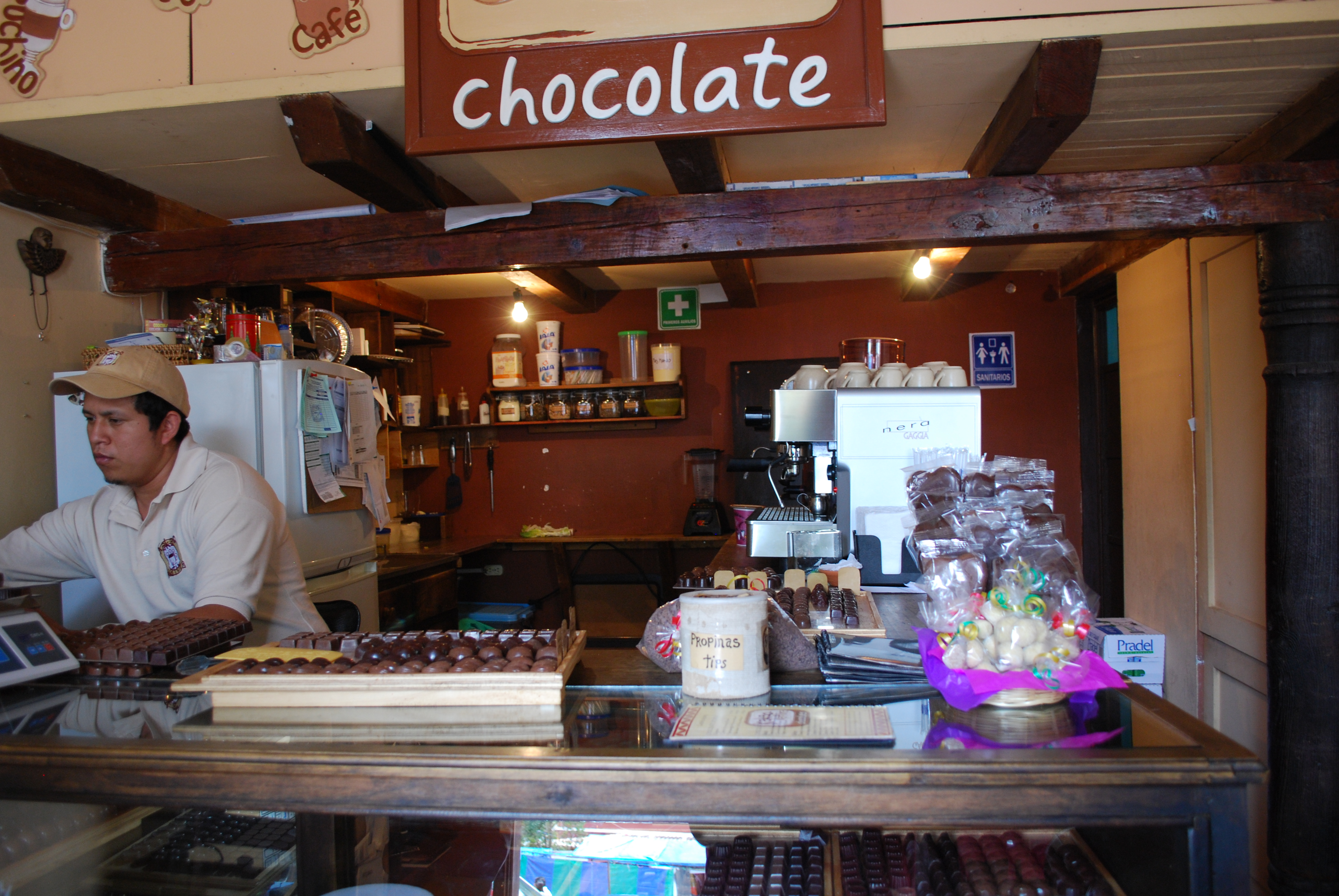
Chocolatería en San Cristóbal.

La cocina de Chiapas es tan dependiente de los chiles como lo son otras cocinas regionales mexicanas. Se usan principalmente como condimentos. Los chiles regionales incluyen el chile siete caldos, una subvariedad de chile piquín, y el chile simojovel, el cual es pequeño, rojizo y muy picante. En la gastronomía chiapaneca son comunes los condimentos ligeramente dulces para usarse en platos principales, como la canela, las ciruelas pasas, el plátano, la piña o el jitomate. La versión chiapaneca del chile relleno incluye chícharos, almendras, duraznos, piña confitada y pasas.
Ha habido algunas influencias extranjeras en la cocina de la inmigración de alemanes, ingleses, franceses y asiáticos después de la de los españoles. Las contribuciones alemanas incluyeron el desarrollo de una industria cafetera, así como la elaboración de cerveza y embutidos en algunas áreas. El café de Chiapas, además de ser otra denominación de origen, es un cultivo importante, particularmente en el área del Soconusco, gran parte se exporta al mercado internacional y a nivel local atrae al turismo.
Hoy en día, los cultivos populares que se encuentran en la cocina incluyen calabazas, papas, habas, chayote, col, pepinos, batatas, yuca, melón, sandía, mango, papaya, zapote, guanábana, chirimoya, mamey zapote, pitahaya o cupapé.

## Platos populares

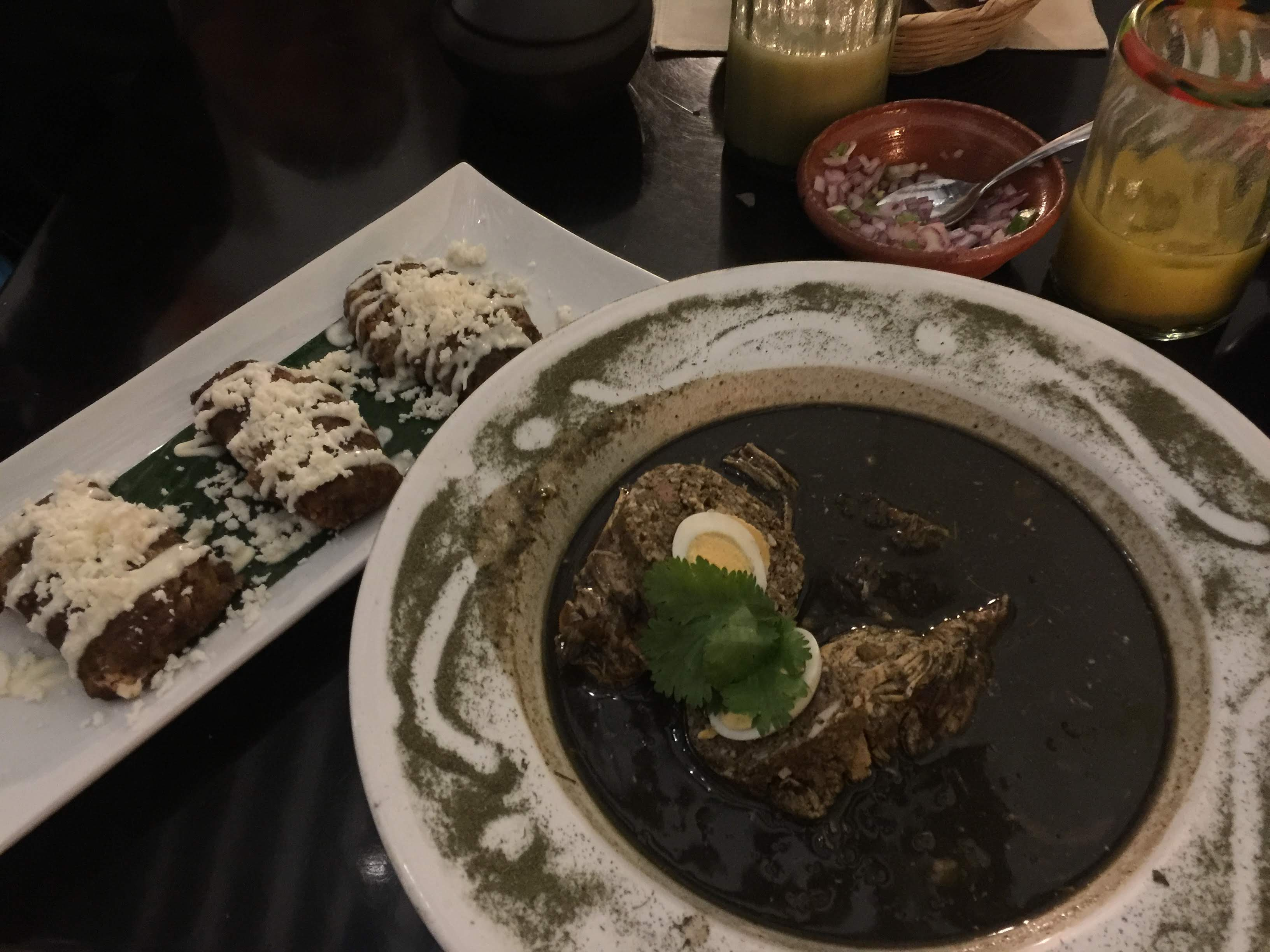
Comida grande chiapaneca.

El platillo más destacado y popular de Chiapas son los tamales, que se encuentran en muchas variedades. Se suelen aromatizar con chipilín u hoja santa. La mayoría de tamales se envuelven en hojas de plátano, pero también se pueden encontrar envueltas en hojas de maíz e incluso en hoja santa. Algunos tipos de tamal importantes son el de jacuané (nombre local para la hoja santa), de bola (cerdo en salsa roja), tortuga, iguana y pescado. 
Otro plato típico con multitud de variantes locales es la chanfaina, que es un guiso de callos similar al menudo. La sopa de pan es un caldo de pollo aromatizado al que se le agrega pan seco y frito en el último minuto antes de comer. En Chiapas, es popular para ocasiones especiales. Otros platos incluyen huevos de vigilia, rollitos de plátano, res a la brasa, lubina en su jugo, arroz con azafrán, frijol escumite con chilpilin, frijoles negros con ternera salada, tanate, chumul, caldo de shuti, cocido de armadillo, nacapitu, cuchunuc, putzatzé, yumimujé, caldos aromatizados con chipilin, maíz fresco y carne con verduras.
Una bebida regional es el pozol con diversas variantes (reventado, negro, blanco, cacao y más), bebidas dulces hechas con frutas, tamarindo y más, tascalate, atole y chocolate caliente. Las principales bebidas alcohólicas son las elaboradas con caña de azúcar. Estos incluyen varios preparados a partir de caña de azúcar fermentada, así como el aguardiente destilado, que también se utiliza para conservar la fruta.

## Especialidades regionales

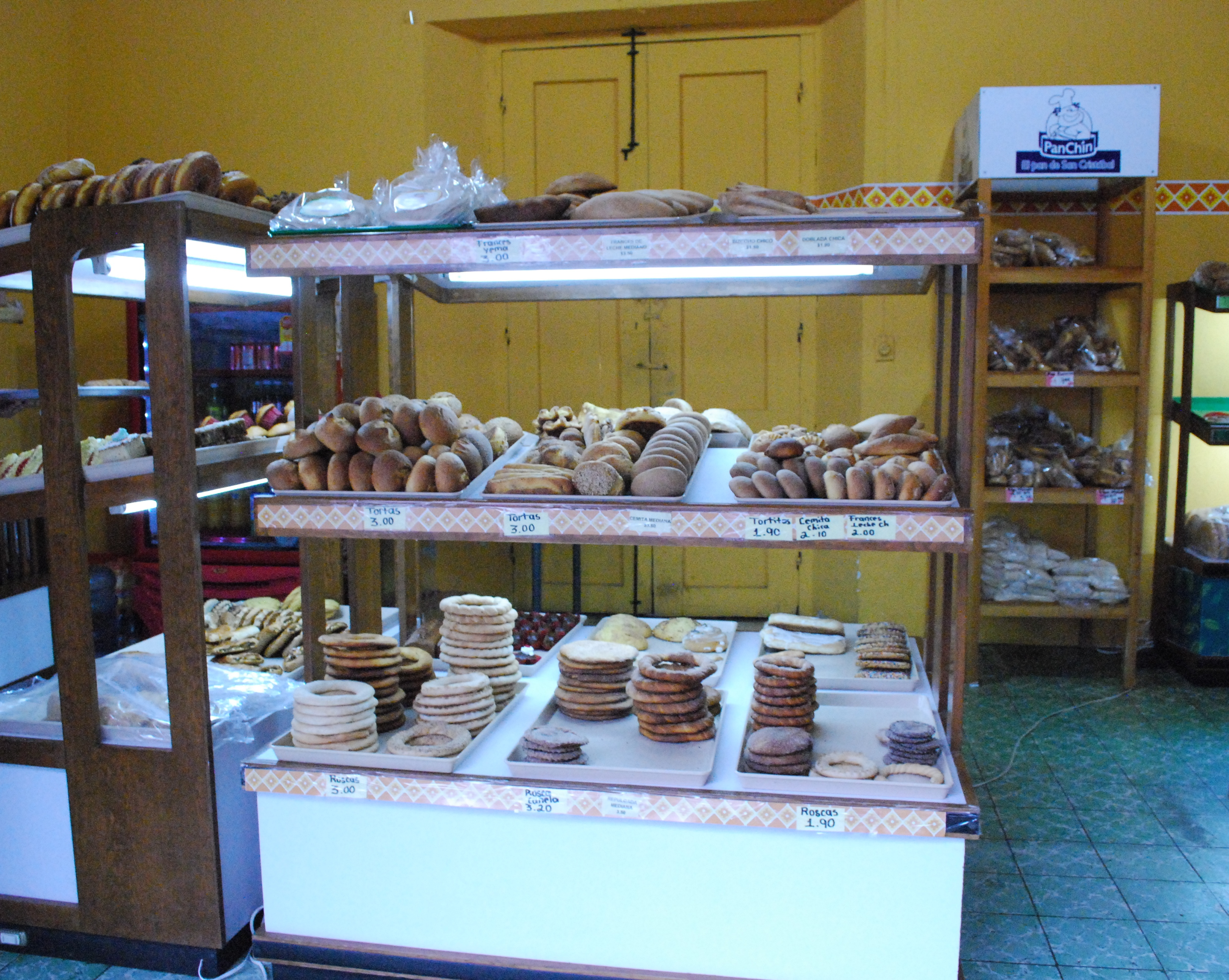
Panadería en San Cristóbal.

Varias áreas del estado tienen sus propias especialidades. El estado tiene dieciocho grupos indígenas reconocidos, muchos de los cuales son de ascendencia maya. Uno de éstos son los lacandones, que viven en la selva tropical del mismo nombre. La mayoría de sus platos se basan en el maíz, que se cocina en granos (incluidos los reventados) y como masa cocida. Su comida también incluye una serie de setas y una bebida fermentada llamada balché. Los zoques en el noroeste del estado y los valles centrales son conocidos por su consumo de un pequeño caracol de agua dulce llamado chuti. Por lo general, se recolectan en primavera en arroyos y estanques. Se cocinan más tradicionalmente en un caldo aromatizado con hoja santa, luego el caldo se espesa con masa de maíz. Los caracoles también se comen como botana o comida de bar en Tuxtla Gutiérrez. Otro alimento raro que se come en esta zona son las larvas de abejas.
El centro cultural del estado es San Cristóbal de las Casas. Las especialidades de esta ciudad se basan principalmente en embutidos como el jamón y las salchichas, que son de origen español, así como platos autóctonos como varios tamales (incluido uno aromatizado con azafrán). Una comida callejera común en San Cristóbal se llama cazueleja, que es un rollo relleno de queso, huevo y canela. San Cristóbal también es conocido por sus dulces, y es común consumirlos con café por la tarde. Los dulces incluyen frutas cristalizadas, caramelos de coco, un caramelo para untar llamado cajeta y varios panes dulces y normales, que fueron introducidos en la zona por los franceses.
El principal centro de población del estado es la capital de Tuxtla Gutiérrez con Chiapa de Corzo al otro lado del río. Las especialidades locales aquí incluyen ningüijute, un mole de cerdo a base de semillas, chispola, un guiso de carne y verduras y pictés, un tamal de maíz dulce. Chiapa de Corzo también es conocida por el cochito horneado o un cochinillo asado con adobo para ocasiones especiales.

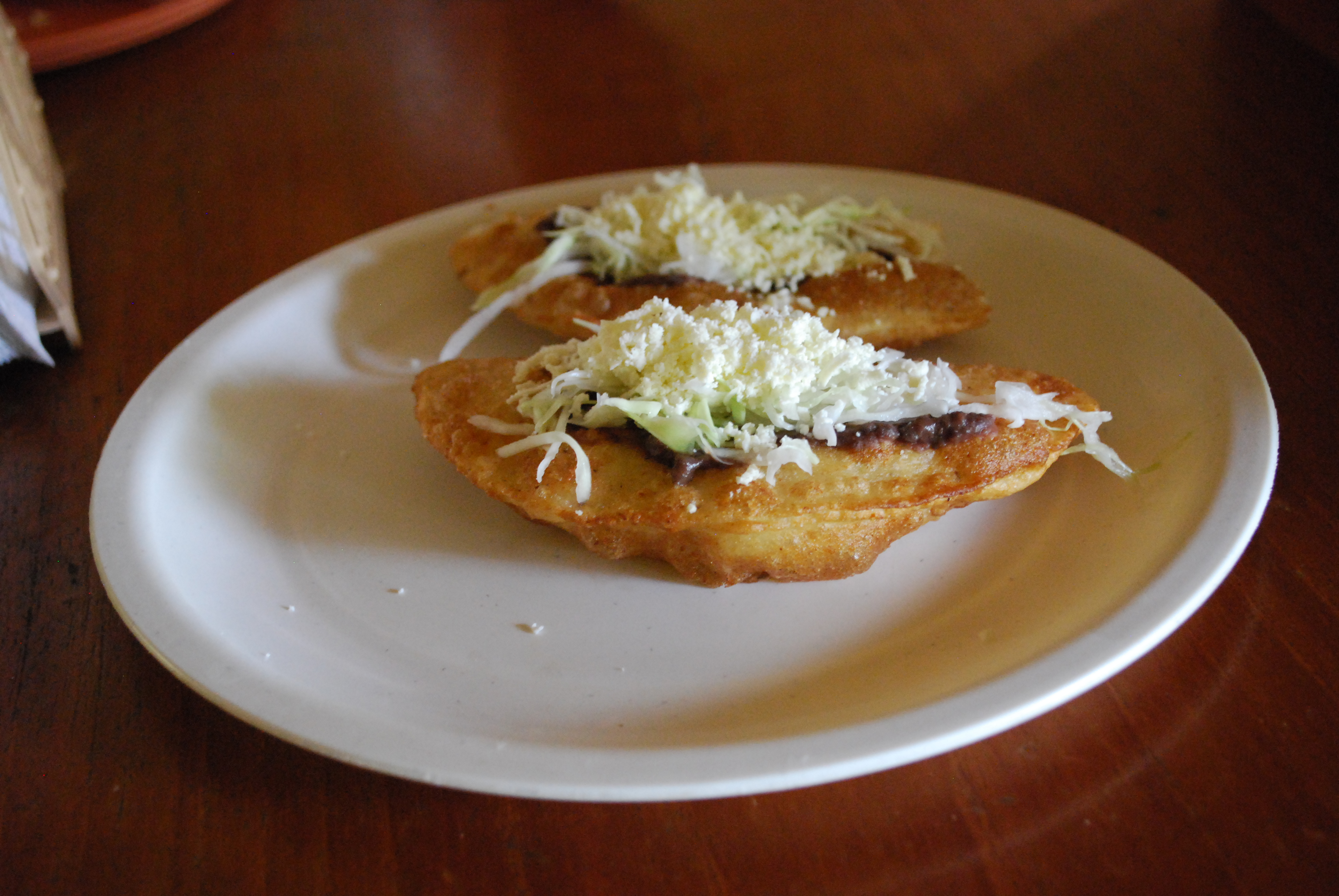
Empanadas fritas rellenas de frijoles negros, en Frontera Corozal.

Las frescas tierras altas comparten la afinidad por los embutidos, incluida la ciudad de Comitán. La ciudad también es conocida por el pollo a la parrilla, una ensalada de palmitos en vinagreta y queso. También producen una bebida llamada comiteco, que se fermenta a partir de maguey y una bebida llamada mistela, elaborada con frutas como mango, tejocote y ciruela.
La costa, que está separada del interior por una cadena montañosa, utiliza en su cocina los productos del mar de la costa del Pacífico, que incluyen lubina, mero, mojarra, sardinas, camarones, cangrejos y almejas. Los camarones a menudo se secan para su consumo posterior. Estos camarones a menudo se combinan con salsa de tomate para un aperitivo o se usan con frijoles negros y pepitas de calabaza como relleno para tamales juacanes.
Palenque es una zona ganadera con buenos platos de carne de res como muchas versiones de plátanos fritos, incluidos los rellenos de frijoles negros o queso.
La agricultura comercial del Soconusco ha atraído a inmigrantes con restaurantes que sirven comida china, japonesa y alemana que se encuentran en el área. La comida más notable en Tapachula es el estilo chino, desde la inmigración de chinos al área a fines del siglo XIX y principios del XX.

## Promoción

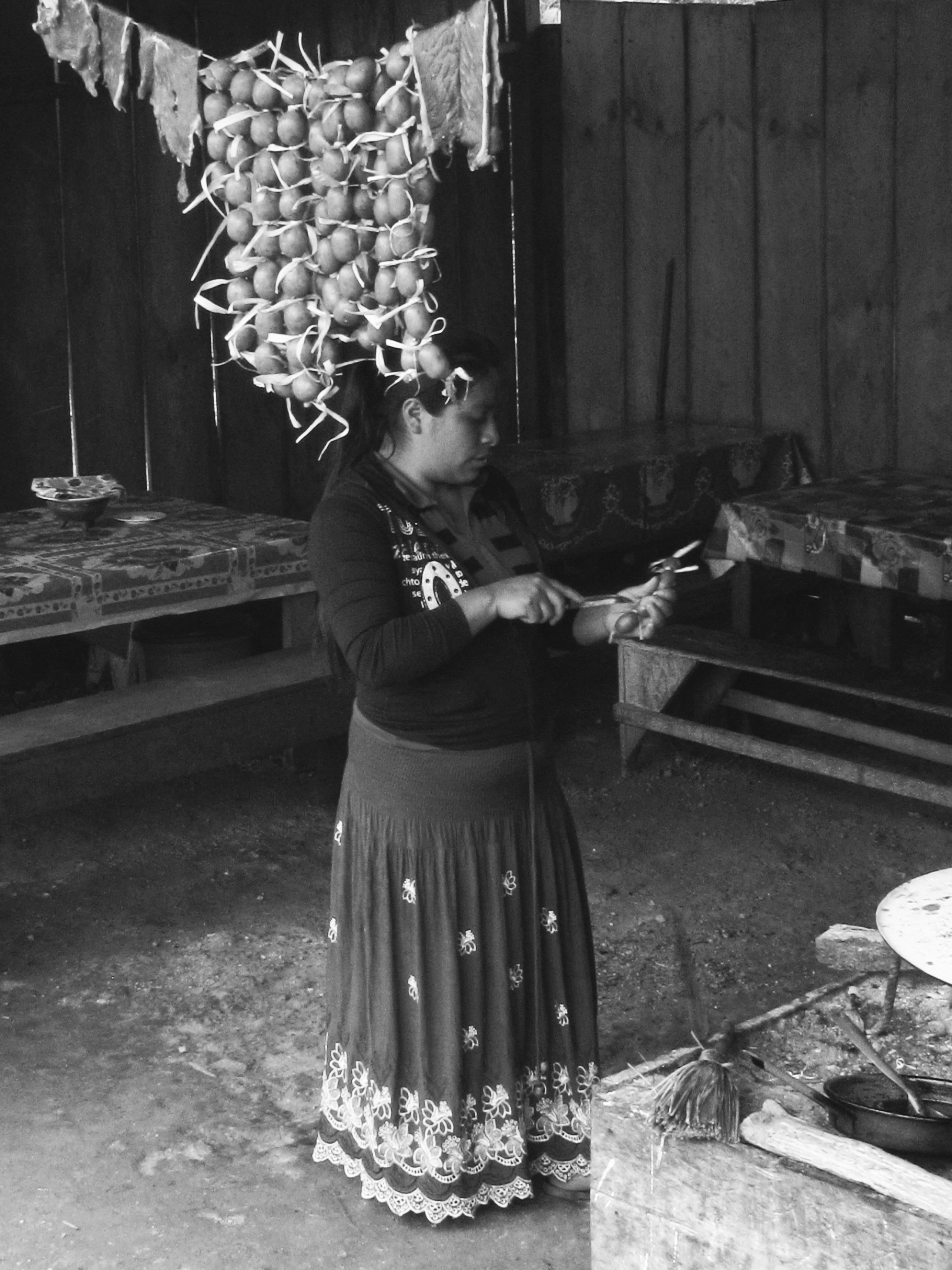
Mujer preparando la comida, en Chiapas

La mayor parte de la cocina chiapaneca es comida campesina humilde y no es tan sofisticada ni complicada. La gastronomía del estado no es tan conocida, estando menos documentada que la de Oaxaca, la de Puebla o la de Michoacán.
No obstante, la cocina ha sido promovida internacionalmente por chefs como Rick Bayless y Erwin Ramos. A partir de la década de 1990, el estado de Chiapas comenzó a promover la gastronomía a través de eventos, medios de comunicación y asociaciones culinarias profesionales como la Corporación Mexicana de Restaurantes. El estado también declaró la gastronomía patrimonio inmaterial y fuente de turismo sostenible. Ha patrocinado festivales culinarios como el Festival de la Auténtica Cocina Chiapaneca y concursos culinarios para chefs profesionales con ingredientes tradicionales. Uno de ellos es Alta Cocina Regional y de Author de Chiapas, fundado por la chef Marta Zepeda del Hotel Tierra y Cielo en San Cristóbal.